# لويس ثورنتون بابكوك
لويس ثورنتون بابكوك (بالإنجليزية: Lewis T. Babcock) هو قاضي ومحامي أمريكي، ولد في 4 أبريل 1943 في روكي فورد في الولايات المتحدة.